# Kadadaravalli, Alur
Kadadaravalli là một làng thuộc tehsil Alur, huyện Hassan, bang Karnataka, Ấn Độ.